# Флаг Тирасполя
Флаг Тира́споля является официальным государственным символом города Тирасполь — столицы Приднестровской Молдавской Республики.
Ныне действующий флаг утверждён 14 октября 2002 года.

## Описание
Флаг города Тирасполь является официальным символом столицы Приднестровья. Флаг представляет собой прямоугольное полотнище с отношением ширины к длине 2:3, красно-зеленого цвета с диагональной полосой сине-голубого цвета на белом фоне. Сине-голубая полоса символизирует реку Днестр. Ширина диагональной полосы составляет одну треть ширины флага..
Автор флага: А. В. Нарольский

### Символическое значение цветов
- Красный (алый) — уверенность, энергия, сила, смелость, жизнелюбие.
- Зелёный — надежда, нежность, мягкость, равновесие, рост.
- Сине-голубой — правда, истина, авторитетность, надежность.
- Золотой (светло-желтый) — открытость, новизна, сияние, благополучие.
- Белый — доверие, чистота[4].

## Примечание
1. ↑  И. Летяга. "ОРДЕН РЕСПУБЛИКИ" - ТИРАСПОЛЮ. Архивировано 21 октября 2013. Дата обращения: 13 сентября 2013.
2. ↑  Флаг Тирасполя. Дата обращения: 13 сентября 2013. Архивировано 21 октября 2013 года.
3. ↑  К 220-летию со дня основания города Тирасполя – столицы ПМР. Дата обращения: 13 сентября 2013. Архивировано 10 июня 2015 года.
4. ↑  ФЛАГ ГОРОДА ТИРАСПОЛЬ. Дата обращения: 13 сентября 2013. Архивировано 16 августа 2013 года.